# 竹伐狸

鳥取県境港市・水木しげるロードの竹切狸ブロンズ像

竹伐狸、竹切狸（たけきりだぬき）は、京都府南桑田郡保津村大年（現・亀岡市）に伝わる狸の妖怪。

## 概要
山の竹藪の中に棲んでおり、竹を切る音を立てて人を化かす古狸。夜になると竹薮から「チョン、チョン」と竹の小枝を払う音が聞こえ、さらに「キィキィ」と根元を切る音がし、最後には「ザザッ」と竹が地面に倒れる音がする。夜が明けてからその竹薮に行っても、竹が切られた痕跡はないというものである。
京都のほか、兵庫県の山奥、鳥取県でもこのような怪異が起きたといわれる。静岡県磐田郡阿多古（現・浜松市天竜区）ではこうした音の怪異を山囃子（やまばやし）といい、人気のない夜の山奥から笛や太鼓などの神楽囃子の音が聞こえるともいう。何十人もの人が同時に聞いたという例もあり、幻聴や幻覚の類では決してなかったと証言している。狸の腹鼓とも、山の神の鳴らす音楽ともいうが、現代の科学者からは一種の気象学的な現象と推測されている。